# Trabajo abstracto
El trabajo bifacético, se refiere al carácter dual o bifacético del trabajo contenido en las mercancías. Este concepto es una categoría central de El Capital de Karl Marx, con la que se pretende señalar que así como en la mercancía están contenidos dos tipos o formas del valor, el valor de cambio y el valor de uso, el trabajo que produce una mercancía también contiene dos facetas diferentes, dos "caras de la misma moneda". 
Una, como trabajo concreto o trabajo útil, creador de valores de uso, y otra, como trabajo abstracto, creador de valores de cambio.

"Todo trabajo es, por un lado, gasto de fuerza humana de trabajo en un sentido fisiológico, y es en esta condición de trabajo humano igual, o de trabajo abstractamente humano, como constituye el valor de la mercancía. Todo trabajo, por otra parte, es gasto de fuerza humana de trabajo en una forma particular y orientada a un fin, y en esta condición de trabajo útil concreto produce valores de uso [...] En un comienzo, la mercancía se nos puso de manifiesto como algo bifacético, como valor de uso y valor de cambio. Vimos a continuación que el trabajo, al estar expresado en el valor, no poseía ya los mismos rasgos característicos que lo distinguían como generador de valores de uso. He sido el primero en exponer críticamente esa naturaleza bifacética del trabajo contenido en la mercancía [...] este punto es el eje en torno al cual gira la comprensión de la economía política"
K. Marx El capital, tomo I, Sección I, Cap. I, La Mercancía. 

La diferencia entre el trabajo abstracto y el trabajo concreto o útil, es una diferencia de aspectos del mismo trabajo bifacético, y no debe confundirse con dos tipos de trabajo diferentes (como sería, por ejemplo, la diferencia entre la redacción de un artículo de Wikipedia y la confección de calzado para fines comerciales). Las diferencias entre un trabajo para el consumo directo y un trabajo para el intercambio no son que el primero es concreto y el segundo abstracto. Ambos producen valores de uso y son por ello trabajos concretos, sólo que el segundo es además trabajo bifacético porque al intercambiarse posee valor de cambio.

## Historicidad del carácter bifacético
El trabajo concreto o trabajo útil es característico de todos los modos de producción sin excepción, es decir, existe en la producción de todo valor de uso o bien. En cambio, el trabajo abstracto, dado que es creador de valor de cambio, sólo existe en la producción de mercancías. Por eso es que el carácter bifacético del trabajo es una forma social histórica al igual que el modo de producción capitalista.
El valor de uso no necesita de la existencia del valor de cambio, pero el valor de cambio sí necesita de la existencia de un valor de uso (un producto sólo puede realizarse como mercancía si es útil). Del mismo modo, el trabajo concreto puede existir sin el trabajo abstracto, pero no a la inversa: el trabajo abstracto no existe sino en contraposición al trabajo concreto o trabajo útil, como su manifestación en el valor de cambio. El trabajo abstracto no existe sin su contrapuesto.

## Abstracción
Marx llama "abstracto" al carácter del trabajo en tanto que productor de valores de cambio, porque al manifestarse el trabajo como patrón de medida en la equivalencia en que se intercambian las mercancías, es despojado de toda cualidad. El trabajo es abstraído de todo sentido de utilidad, es decir de orientación a la satisfacción de tal o cual necesidad. En cambio, se manifiesta meramente como una cantidad: cuántas mercancías "A" equivalen a una mercancía "B".
La cantidad está determinada por la magnitud de gasto psíquico o físico de energía (gasto de fuerza de trabajo) y es medido en horas de trabajo:

"Un valor de uso, un bien, sólo encierra un valor por ser encarnación o materialización del trabajo humano abstracto. ¿Cómo se mide la magnitud de este valor? Por la cantidad de ‘substancia creadora de valor’, es decir, de trabajo, que encierra. Y, a su vez, la cantidad de trabajo que encierra se mide por el tiempo de su duración, y el tiempo de trabajo, tiene, finalmente, su unidad de medida en las distintas fracciones de tiempo: horas, días, etc.”
 (Marx, Karl (2000). El Capital. Crítica de la economía política, Tomo 1. F.C.E. ISBN 9681657608.) 

Hay que considerar que en la teoría marxista las horas de trabajo expresadas en el valor de cambio son las horas de trabajo socialmente necesarias, es decir, el promedio social de gasto de fuerza de trabajo requerido para producir ese valor bajo las condiciones técnicas de determinada época.

## Fetichismo y trabajo bifacético
El fetichismo de la mercancía es consecuencia de este carácter dual o bifacético: los trabajos particulares en la producción para el intercambio se desarrollan independientemente y sólo se encuentran en el ámbito de circulación, no en el de la producción. Se encuentran como mera equivalencia de horas de trabajo socialmente necesarias. Por eso, las actividades humanas en la producción mercantil se convierten en relaciones sociales sólo bajo la forma de una relación cuantitativa entre dos objetos (el intercambio de mercancías). La "dominación" del valor de cambio sobre el valor de uso, y por consiguiente la "dominación" del trabajo abstracto sobre el trabajo concreto (el hecho de que las relaciones sociales revisten la forma de relaciones cuantitativas) explica la existencia del fetichismo de la mercancía.

## Interpretaciones
Dentro del marxismo, existen ciertas diferencias implícitas en la forma de entender el concepto de trabajo abstracto. Mientras a veces es entendido como una mera medida cronológica, sobre todo por aquellas corrientes que enfatizan ver al marxismo respecto del pensamiento burgués como un entendimiento cualitativamente más objetivo del mundo, otras corrientes marxistas prefieren entender el trabajo abstracto más bien no sólo como el tiempo de trabajo socialmente necesario (en un sentido meramente analítico) sino también como una forma de imposición de cierta existencia particular del trabajo, imposición perteneciente a una lucha de clases y que implica un sometimiento y una demarcación de la actividad humana dentro de los marcos de la acumulación capitalista. Así, la forma de existencia del trabajo abstracto en economías no capitalistas sería meramente embrionaria, al no expresarse todavía como una forma de dominación de clase.

## Resumen
- Como tiempo de trabajo económicamente valioso, el trabajo humano agrega valor a los productos o activos (conservando así su valor de capital y/o transfiriendo valor de los insumos a los productos). En este sentido, el trabajo es una actividad que crea/mantiene valor económico puro y simple. Esto podría realizarse como una suma de dinero una vez que el producto de la mano de obra sea vendido o adquirido por un comprador. La capacidad de creación de valor del trabajo es más claramente visible cuando se detiene todo el trabajo, por ejemplo, durante una huelga o un desastre. Si se retira toda la mano de obra, el valor de los activos de capital con los que se trabaja normalmente se deteriorará. Al final, si todo el trabajo se retira permanentemente, no queda nada más que una ciudad fantasma.
- Como actividad útil de un tipo particular, el trabajo humano puede tener un efecto útil produciendo/suministrando productos tangibles particulares que son utilizados por otros, o por los propios productores. En este sentido, el trabajo es una actividad que crea valores de uso, es decir, "productos, resultados o efectos tangibles", que pueden ser utilizados o consumidos. El valor de uso de los productos generalmente se da por sentado. Su importancia se hace muy evidente solo cuando se crean bienes y servicios que son (1) de mala calidad, (2) no suministrados a tiempo y (3) principalmente inútiles para el consumidor. El trabajo debe aplicarse para producir productos utilizables y útiles, independientemente de cuánto se vendan, de lo contrario no se pueden usar y no hay valor de uso ni utilidad en absoluto. Si el trabajo produce productos o resultados inútiles, no crea valor y es simplemente una pérdida de tiempo de trabajo. Lo más probable es que los productos inútiles no se puedan vender más que quizás a una empresa de reciclaje.

Entonces, Marx argumenta que el trabajo humano es tanto (1) una actividad que, por su efecto útil, ayuda a crear tipos particulares de productos, como (2) en un sentido económico, una actividad de formación de valor que, si se aplica productivamente, puede ayudar a crear más valor del que había antes. Si un empleador contrata mano de obra, el empleador piensa tanto en lo útil que será el servicio de mano de obra para sus operaciones comerciales como en el valor que la mano de obra puede crear para su negocio. Es decir, el tipo correcto de trabajo no solo debe hacerse, sino que también debe hacerse de una manera que ayude al empleador a ganar dinero.
Si el trabajo no hace ninguna adición neta al nuevo valor producido, entonces el empleador no gana dinero con él. El trabajo será solo un gasto para él. Si el trabajo es solo un gasto neto (gastos generales), entonces es comercialmente hablando trabajo improductivo. Sin embargo, puede ser muy necesario emplear este trabajo improductivo. Si no se realizaba ese trabajo, se podía perder un valor de capital considerable de las inversiones financieras del empleador. De hecho, el negocio podría fracasar sin él. Es decir, el trabajo puede ser muy necesario para mantener el valor del capital, aunque en realidad no agrega valor al capital y no agrega directamente a la ganancia neta. Por lo tanto, el empleador también compra el "trabajo improductivo", porque reduce sus costos. Sus costos de trabajo serán más bajos que la pérdida de valor que ocurriría si no empleara trabajo improductivo para mantener el valor del capital y evitar la pérdida del valor del capital. Por ejemplo, el trabajo de limpieza puede parecer una actividad muy servil y de bajo valor. Pero si el equipo comercial falla, los clientes se mantienen alejados y el personal se enferma o lesiona, le cuesta mucho dinero extra a la empresa. 

## Origen
En la introducción de su manuscrito Grundrisse, Marx argumentó que la categoría de trabajo abstracto "expresa una relación antigua existente en todas las formaciones sociales"; pero, continuó, solo en la sociedad burguesa moderna (ejemplificada por los Estados Unidos) el trabajo abstracto se realiza plenamente en la práctica.  Porque sólo existe un sistema de ecuaciones de precios dentro de un mercado universal, que puede reducir prácticamente el valor de todas las formas y cantidades de trabajo de manera uniforme a sumas de dinero, de modo que cualquier tipo de trabajo se convierte en un bien o "insumo" intercambiable y comerciable con un precio conocido, y también es tratado prácticamente como tal.  En los Grundrisse, Marx también distinguió entre "trabajo particular" y "trabajo general", contrastando la producción comunal con la producción para el intercambio. 

Marx publicó sobre las categorías de trabajo abstracto y concreto por primera vez en Una contribución a la crítica de la economía política (1859) y se discuten con más detalle en el capítulo 1 de El capital, tomo I, donde Marx escribe:
"Por un lado, todo trabajo es, hablando fisiológicamente, un gasto de fuerza de trabajo humana, y en su carácter de trabajo humano abstracto idéntico, crea y forma el valor de las mercancías. Por otra parte, todo trabajo es el gasto de la fuerza de trabajo humana en una forma especial y con un objetivo definido, y en esto, su carácter de trabajo útil concreto, produce valores de uso. [...] A primera vista, una mercancía se nos presentó como un complejo de dos cosas: valor de uso y valor de cambio. Más tarde, vimos también que el trabajo también posee la misma doble naturaleza; porque, en la medida en que encuentra expresión en el valor, no posee las mismas características que le pertenecen como creador de valores de uso. Fui el primero en señalar y examinar críticamente esta doble naturaleza del trabajo contenido en las mercancías. [...] Este punto es el eje sobre el que gira una comprensión clara de la economía política"

## Trabajo abstracto e intercambio
El propio Marx consideraba que toda economización se reducía al uso económico del tiempo de trabajo humano; "Economizar" significaba en última instancia ahorrar energía y esfuerzo humanos.
"Cuanto menos tiempo requiere la sociedad para producir trigo, ganado, etc., más tiempo gana para otra producción, material o mental. Al igual que en el caso de un individuo, la multiplicidad de su desarrollo, su disfrute y su actividad depende de la economización del tiempo. Economía de tiempo, a esto toda la economía finalmente se reduce a sí misma. Asimismo, la sociedad tiene que distribuir su tiempo de manera propositiva, para lograr una producción adecuada a sus necesidades generales; así como el individuo tiene que distribuir su tiempo correctamente para lograr el conocimiento en proporciones adecuadas o para satisfacer las diversas demandas de su actividad". 
Sin embargo, según Marx, el logro del pensamiento abstracto sobre el trabajo humano, y la capacidad de cuantificarlo, está estrechamente relacionado con el desarrollo histórico del intercambio económico en general, y más específicamente con el comercio de mercancías (el comercio de mercancías y mercancías).
La expansión del comercio requiere la capacidad de medir y comparar todo tipo de cosas, no solo la longitud, el volumen y el peso, sino también el tiempo mismo. Originalmente, las unidades de medida utilizadas se tomaban de la vida cotidiana: la longitud de un dedo o una extremidad, el volumen de un recipiente ordinario, el peso que se puede transportar, la duración de un día o una temporada, el número de cabezas de ganado. Las unidades de medida socialmente estandarizadas comenzaron a usarse probablemente alrededor del año 3000 a.C. en adelante en el antiguo Egipto y Mesopotamia, y luego las autoridades estatales comenzaron a supervisar el uso de medidas, con reglas para evitar el engaño y la estafa (por ejemplo, suministrar cantidades falsas, cobrar de más, no pagar o vender productos de mala calidad). En una historia bíblica en la que Dios le da pautas morales a Moisés que la gente debe seguir, las medidas deshonestas y la medición errónea están explícitamente prohibidas: "No harás mal en el juicio, ni en las medidas de longitud, ni de peso, ni de cantidad. Tendrás balanzas justas, pesos justos..." (Levítico 19:35). Una vez que existieron las unidades de medida estándar, las matemáticas pudieron comenzar a desarrollarse. 
De hecho, Marx argumenta que la abstracción del trabajo en el pensamiento es el reflejo de un proceso real, en el que el comercio de productos no solo altera la forma en que se ve el trabajo, sino también cómo se trata en la práctica.  En otras palabras, cuando el trabajo se convierte en un objeto comercial comercializado en el mercado, entonces la forma y el contenido del trabajo en el lugar de trabajo también se transforman para ajustarse a los requisitos comerciales. Esta transformación es prácticamente posible, porque el trabajo ya tiene el potencial de adaptarse a los requisitos de las empresas capitalistas. Este potencial ya ha sido moldeado por la escolarización y la formación previas. Pero Marx también comenta que "La productividad del trabajo que sirve como base y punto de partida de [El Capital], es un regalo, no de la naturaleza, sino de una historia que abarca miles de siglos".  En otras palabras, las habilidades laborales humanas son el resultado de un proceso social evolutivo muy largo, en el que los humanos adquieren las capacidades y disposiciones para realizar todo tipo de tareas para sobrevivir y prosperar.
Si se intercambian diferentes productos en el comercio de mercado de acuerdo con proporciones comerciales específicas, argumenta Marx, el proceso de intercambio al mismo tiempo relaciona, valora y compara las cantidades de trabajo humano gastadas para producir esos productos, independientemente de si los comerciantes son conscientes de ello o no (véase también forma de valor). 
Por lo tanto, Marx implica que el proceso de intercambio en sí mismo implica la creación de una abstracción real, a saber, la abstracción de (o la indiferencia hacia) las características particulares del trabajo concreto (específico) que produjo las mercancías cuyo valor se equipara en el comercio. 

Al principio, la relación entre las cantidades de mercancías comercializadas representa simbólicamente los costos relativos en el tiempo de trabajo. Esta relación es normalmente bastante transparente porque los bienes son comercializados por las personas que los producen. A continuación, los precios monetarios comienzan a representar simbólicamente las mercancías que se negocian. De esta manera, surge un sistema de representación simbólica que puede facilitar el intercambio de los más diversos productos con gran eficiencia. Al final, los productos como mercancías se convierten simplemente en objetos de valor, y dado que su valor puede subir y bajar, pueden comprarse y venderse puramente para obtener ganancias de capital. Estrechamente relacionado con esto, está el crecimiento de una economía monetaria, y Marx afirma que:
"En la medida en que el intercambio rompe sus vínculos locales, y el valor de las mercancías se expande cada vez más en una encarnación del trabajo humano en abstracto, en la misma proporción el carácter del dinero se adhiere a las mercancías que son por naturaleza aptas para desempeñar la función social de un equivalente universal. Esas materias primas son los metales preciosos". 
En una división del trabajo más compleja, se vuelve difícil o incluso imposible igualar directamente el valor de todos los diferentes esfuerzos de trabajo. Pero el dinero nos permite expresar y comparar el valor de todos los diferentes esfuerzos de trabajo, con mayor o menor precisión, en unidades monetarias (inicialmente, cantidades de oro, plata o bronce). Marx luego argumenta que el trabajo visto concretamente en sus especificidades crea cosas útiles, pero el trabajo en abstracto es un trabajo formador de valor, que conserva, transfiere y/o crea valor económico (ver Valorización). En 1844, Marx dijo que:
"Como el dinero no se intercambia por ninguna cualidad específica, por ninguna cosa específica o por ningún poder esencial humano particular, sino por todo el mundo objetivo del hombre y la naturaleza, desde el punto de vista de su poseedor sirve, por lo tanto, para intercambiar todas las cualidades por todas las demás cualidades, incluso contradictorias, cualidades: es la fraternización de las imposibilidades. Hace que las contradicciones se abracen". 
En la sociedad feudal de la Europa medieval, Marx comenta:
"La forma natural del trabajo, su tipo específico -y no, como en una sociedad de producción de mercancías, su universalidad- es aquí su forma social inmediata. El corvea puede medirse por el tiempo de la misma manera que el trabajo que produce mercancías, pero cada siervo sabe que lo que gasta en el servicio de su señor es una cantidad específica de su propia fuerza de trabajo personal. El diezmo adeudado al sacerdote es más claramente evidente que su bendición. Independientemente de lo que pensemos, entonces, de las diferentes máscaras de personaje con las que las personas se enfrentan entre sí en una sociedad así, las relaciones sociales entre los individuos en el desempeño de su trabajo aparecen en todo caso como sus propias relaciones personales, y no se disfrazan como relaciones sociales entre las cosas, entre los productos del trabajo. ... Para una sociedad de productores de mercancías, cuya relación social general de producción consiste en el hecho de que tratan sus productos como mercancías, por lo tanto, como valores, y en esta forma comercial ponen en relación sus trabajos individuales y privados entre sí como trabajo humano homogéneo, el cristianismo con su culto religioso al hombre en abstracto, más particularmente en su desarrollo burgués, es decir, en el protestantismo, el deísmo, etc., es la forma más adecuada de religión". )

## Trabajo abstracto y capitalismo
Si el proceso de producción en sí mismo se organiza como un proceso de producción específicamente capitalista, entonces el proceso de abstracción se profundiza, porque el trabajo de producción mismo se trata y organiza directamente en términos de su valor de cambio comercial, y en términos de su capacidad para crear nuevo valor para el comprador de ese trabajo. 
Simplemente, en este caso, una cantidad de tiempo de trabajo es igual a una cantidad de dinero, y se puede calcular que X horas de trabajo, independientemente de quién las realice en particular, crean, o valen, Y cantidades de valor de nuevo producto. De esta manera, el trabajo se vuelve prácticamente abstracto.

La abstracción se completa cuando se establece un mercado de trabajo que cuantifica con mucha exactitud el precio monetario que se aplica a todo tipo de funciones ocupacionales diferentes, permitiendo ecuaciones como:
X cantidad de mano de obra cualificada = Y cantidades de mano de obra no cualificada = Z número de trabajadores = P cantidad de dinero = Q cantidad de bienes.
Esto es lo que Marx llama una relación de valor ("Wertverhältnis" en alemán). También se puede calcular que cuesta una cierta cantidad de tiempo y dinero capacitar a un trabajador para realizar una determinada tarea, y cuánto valor agrega al trabajo de los trabajadores, dando lugar a la noción de capital humano.
Como corolario, en estas condiciones los trabajadores tratarán cada vez más el trabajo remunerado que realizan como algo distinto o separado de su personalidad, un medio para un fin en lugar de un fin en sí mismo. El trabajo se convierte en "solo trabajo", ya no dice necesariamente nada en absoluto sobre la identidad, la creatividad o la personalidad del trabajador.  Con el desarrollo de un nivel de habilidad promedio en la fuerza laboral, el mismo trabajo también puede ser realizado por muchos trabajadores diferentes, y la mayoría de los trabajadores pueden realizar muchos trabajos diferentes; Ya nadie está necesariamente atado a un tipo de trabajo durante toda su vida.  Por lo tanto, podemos hablar de "un trabajo" como una función abstracta que podría ser ocupada por cualquier persona con las habilidades requeridas.  Los gerentes pueden calcular que con un cierto presupuesto, se requiere o está disponible una cierta cantidad de horas de trabajo remuneradas para realizar el trabajo, y luego dividir las horas en diferentes funciones laborales que serán ocupadas por personal adecuadamente calificado.
La teoría de la alienación de Marx considera las implicaciones humanas y sociales de la abstracción y comercialización del trabajo. Su concepto de cosificación reflexiona sobre las inversiones de objeto y sujeto, y de medios y fines, que están involucrados en el comercio de mercancías.
Marx consideraba que la distinción entre trabajo abstracto y concreto era una de las innovaciones más importantes que contribuyó a la teoría del valor económico, y posteriormente los estudiosos marxistas han debatido mucho sobre su significado teórico.

### Evolutivo o históricamente específico
Para los marxistas ultraizquierdistas, el trabajo abstracto es una categoría económica que se aplica solo al modo de producción capitalista, es decir, solo se aplica cuando la fuerza de trabajo humana o la capacidad de trabajo se trata universalmente como una mercancía con un cierto costo monetario o potencial de ganancias.  Así, el profesor John Weeks afirma que
"... solo bajo el capitalismo el trabajo concreto en general se metamorfosea en trabajo abstracto, y solo bajo el capitalismo es necesario para lograr la reproducción de las relaciones de clase". 
La implicación lógica de esta interpretación ultraizquierdista es que si el capitalismo es destruido (por el Partido Marxista revolucionario y la clase trabajadora), entonces el trabajo abstracto también es destruido y erradicado.
Otros estudiosos de Marx, como Makoto Itō, adoptan una visión más evolucionista (como lo hicieron Marx y los arqueólogos).  Argumentan que el tratamiento abstracto del tiempo de trabajo humano es algo que evolucionó y se desarrolló en el curso de toda la historia del comercio, o incluso la precede, en la medida en que la agricultura primitiva ya implica intentos de economizar el trabajo, calculando las cantidades comparativas de tiempo de trabajo involucradas en la producción de diferentes tipos de productos.

En este sentido, Marx ya argumentó en su libro Una contribución a la crítica de la economía política (1859) que
"Esta abstracción, el trabajo humano en general, existe en la forma de trabajo promedio que, en una sociedad dada, la persona promedio puede realizar, gasto productivo de una cierta cantidad de músculos, nervios, cerebros humanos, etc. Es un trabajo simple [los economistas ingleses lo llaman "trabajo no calificado"] que cualquier individuo promedio puede ser entrenado para hacer y que de una forma u otra tiene que realizar. Las características de este trabajo medio son diferentes en diferentes países y diferentes épocas históricas, pero en cualquier sociedad particular aparece como algo dado". 
En el mismo texto, Marx comenta que
"Steuart sabía muy bien que en épocas preburguesas también los productos asumían la forma de mercancías y las mercancías la de dinero; pero muestra con gran detalle que la mercancía como unidad elemental y primaria de riqueza y alienación [es decir, transferencia de propiedad o transferencia de dominio sobre los recursos] como la forma predominante de apropiación son características solo del período burgués de producción, y que, por lo tanto, el trabajo que crea valor de cambio es una característica específicamente burguesa". 
Originalmente, en la sociedad antigua y en la sociedad medieval (sociedad "premoderna" o "preburguesa"), la producción de mercancías coexistía con la producción de subsistencia, una situación de "producción parcial de mercancías" (véase también Producción mercantil simple). Cuando Marx discute el origen y la evolución del intercambio, señala que:
"Esta división del producto en una cosa útil y una cosa que posee valor aparece en la práctica solo cuando el intercambio ya ha adquirido una extensión e importancia suficientes para permitir que se produzcan cosas útiles con el propósito de ser intercambiadas, de modo que su carácter de valores ya debe tenerse en cuenta durante la producción. A partir de este momento, el trabajo del productor individual adquiere un doble carácter social". 
Tal división del trabajo con producción parcial de mercancías ya se logra en muchas sociedades precapitalistas diferentes y en consecuencia, la categoría de trabajo abstracto ya existía en las sociedades precapitalistas. Sin embargo, solo bajo condiciones de producción generalizada de mercancías en una sociedad capitalista, el trabajo abstracto se convierte en una característica verdaderamente "universal" de la producción, porque la gran mayoría de los insumos y productos de la producción son bienes y servicios comerciables regulados por valores y niveles de precios en mercados competitivos. La categoría de trabajo abstracto se realiza plenamente porque se convierte en una cantidad objetivada.

### Mano de obra calificada
Otra controversia se refiere a las diferencias entre mano de obra no cualificada (simple) y cualificada (compleja). La mano de obra calificada cuesta más de producir que la mano de obra no calificada y puede ser más productiva. En general, Marx asumió que, independientemente del precio al que se venda, la fuerza de trabajo calificada tenía un valor más alto (cuesta más producirla, en dinero, tiempo, energía y recursos), y que el trabajo calificado podría producir un producto con un valor más alto en la misma cantidad de tiempo, en comparación con la mano de obra no calificada.  Esto se reflejó en una jerarquía de habilidades y una jerarquía de niveles salariales. En este sentido, Friedrich Engels comenta en Anti-Dühring:
"El producto de una hora de trabajo compuesto es una mercancía de mayor valor, tal vez el doble o el triple, en comparación con el producto de una hora de trabajo simple. Los valores de los productos del trabajo compuesto se expresan por esta comparación en cantidades definidas de trabajo simple; Pero esta reducción del trabajo compuesto se establece por un proceso social que se desarrolla a espaldas de los productores, por un proceso que en este punto, en el desarrollo de la teoría del valor, sólo puede ser enunciado pero no explicado todavía. ... ¿Cómo vamos a resolver entonces toda la importante cuestión de los salarios más altos pagados por el trabajo compuesto? En una sociedad de productores privados, los particulares o sus familias pagan los costos de capacitación del trabajador calificado; Por lo tanto, el precio más alto pagado por la fuerza de trabajo calificada se acumula en primer lugar para los individuos privados: el esclavo hábil se vende por un precio más alto, y el asalariado hábil recibe salarios más altos. 
Marx creía que el modo de producción capitalista reemplazaría con el tiempo a las personas con máquinas y alentaría el reemplazo fácil de un trabajador por otro, y por lo tanto que la mayoría del trabajo tendería a reducirse a un nivel de habilidad promedio y normas estandarizadas de esfuerzo laboral. Sin embargo, no proporcionó ningún cálculo específico por el cual el valor del trabajo calificado pudiera expresarse como un múltiplo del trabajo no calificado, ni una teoría de lo que regula la valoración de las diferencias de habilidades. Esto ha llevado a un debate teórico entre los economistas marxistas, pero aún no se ha dado una solución definitiva. En el primer volumen de Das Kapital, Marx había declarado su intención de escribir un estudio especial sobre las formas de compensación del trabajo, pero nunca lo hizo. En la sociedad contemporánea, está surgiendo una división entre trabajos creativos, calificados y especializados que atraen salarios extraordinariamente altos, y trabajos rutinarios que pagan salarios muy bajos, donde las enormes diferencias en las tasas salariales son difíciles de explicar. 
El economista Anwar Shaikh de la New School for Social Research ha analizado los datos de insumo-producto, los datos salariales y los datos laborales de la economía estadounidense, para crear una teoría económica empíricamente comprobable de la valoración de mercado de las diferencias de cualificación.  El contraargumento es que la valoración de las habilidades en un sistema educativo fuertemente burocratizado depende en gran medida del equilibrio de fuerzas de clase entre la clase educada rica y la clase trabajadora "menos calificada". La clase educada que busca rentas, desde este punto de vista, a menudo puede aumentar sus ingresos mucho más allá del valor real de su trabajo. si ocupan una posición privilegiada, si sus habilidades especializadas son escasas o demandadas, o si son contratados a través de las redes de "viejos". Es decir, hasta cierto punto, el nivel de habilidad asumido del empleado puede ser más imaginario que real; Todo depende de cómo las habilidades, la experiencia y las calificaciones sean definidas y valoradas por profesionales privilegiados cuyas reglas recompensan más a los de su propia clase.  La mano de obra calificada puede estar sobrevalorada y la mano de obra no calificada infravalorada al mismo tiempo.

## Críticas
Marx no creía que hubiera nada particularmente misterioso en el hecho de que la gente valorara los productos porque tienen que pasar tiempo trabajando para producirlos o comprarlos. Sin embargo, los académicos han hecho muchas objeciones a su idea. Las cuestiones conceptuales asociadas con la idea del trabajo abstracto han sido una de las principales razones por las que muchos economistas abandonaron la teoría del valor trabajo. Puede ser que los problemas nunca se hayan resuelto porque se han abordado de manera demasiado abstracta, utilizando distinciones conceptuales que no son realmente adecuadas para el propósito. 

Sin referirse explícitamente al trabajo de Marx sobre la teoría del valor trabajo de David Ricardo, el teórico de la utilidad marginal William Stanley Jevons expuso claramente la principal crítica al concepto de trabajo abstracto en su tratado de 1871:
"El trabajo afecta la oferta, y la oferta afecta el grado de utilidad, que gobierna el valor, o la relación de intercambio. Para que no haya ningún error posible sobre esta importantísima serie de relaciones, la replantearé en forma de tabla, como sigue:
- El costo de producción determina el suministro;
- El suministro determina el grado final de utilidad;
- El grado final de utilidad determina el valor.

Pero es demasiado fácil ir demasiado lejos al considerar el trabajo como el regulador del valor; También debe recordarse que el trabajo es en sí mismo de valor desigual. Ricardo, por una suposición violenta, fundó su teoría del valor en cantidades de trabajo consideradas como una cosa uniforme. Era consciente de que el trabajo difiere infinitamente en calidad y eficiencia, de modo que cada tipo es más o menos escaso y, en consecuencia, se paga a una tasa de salario más alta o más baja. Consideraba estas diferencias como circunstancias perturbadoras que tendrían que tenerse en cuenta; pero su teoría se basa en la supuesta igualdad del trabajo. [Mi] teoría se basa en un terreno completamente diferente. Sostengo que el trabajo es esencialmente variable, de modo que su valor debe estar determinado por el valor del producto, no el valor del producto por el del trabajo. Sostengo que es imposible comparar a priori los poderes productivos de un marinero, un carpintero, un charco de hierro, un maestro de escuela y un abogado. En consecuencia, se encontrará que ninguna de mis ecuaciones representa una comparación entre el trabajo de un hombre y el de otro". 

### Respuesta a estas críticas
En respuesta a este tipo de críticas, el marxista ruso Isaak Illich Rubin argumentó que el concepto de trabajo abstracto era realmente mucho más complejo de lo que parecía a primera vista. Distinguió entre trabajo "físicamente igual", trabajo que es "socialmente igualado" por medio de una evaluación o comparación social consensuada, y esfuerzos laborales equiparados a través del intercambio de productos utilizando el dinero como equivalente universal. 
A estos tres aspectos podríamos agregar al menos otros cinco, que también son mencionados por Marx:
- la existencia de promedios laborales normales que se aplican a diferentes tareas laborales, que funcionan como "normas laborales" en cualquier sociedad;
- la gradación de muchos esfuerzos laborales diferentes a lo largo de una dimensión general y jerárquica de valor, con el propósito de compensación;
- la intercambiabilidad universal de los propios esfuerzos laborales, en un mercado laboral desarrollado;
- la movilidad general de la mano de obra de un trabajo o lugar de trabajo a otro; y
- la capacidad de los mismos trabajadores para realizar todo tipo de trabajos diferentes.

Algunos aspectos adicionales del concepto de trabajo abstracto son proporcionados por el antropólogo marxista Lawrence Krader   y el matemático Ulrich Krause.   Posiblemente, estos problemas conceptuales pueden resolverse a través de una mejor apreciación empírica de la economía política de la educación, las habilidades y el mercado laboral. 

## Discusión reciente
En su libro Crack Capitalism, John Holloway considera el trabajo abstracto como la categoría fundamental más radical de la teoría de Marx y, por lo tanto, recomienda la lucha contra el trabajo abstracto como la pieza central de la lucha política contra el capitalismo. 
El informático británico Paul Cockshott escribió en 2013 un artículo crítico con el académico marxista alemán Michael Heinrich, quien, según Cockshott, reinterpretó erróneamente el concepto de trabajo abstracto para que ya no sea un concepto científicamente comprobable. 